# The Sisterhood of the Traveling Pants 2
The Sisterhood of the Traveling Pants 2 (bra Quatro Amigas e um Jeans Viajante 2) é um filme greco-estadunidense de 2008, do gênero comédia romântico-dramática, dirigido por Sanaa Hamri, com roteiro de Elizabeth Chandler baseado na série de romances juvenis The Sisterhood of the Traveling Pants, de Ann Brashares.
É a sequência de The Sisterhood of the Traveling Pants. Em 2015 foi anunciada a sequência The Sisterhood of the Traveling Pants 3.

## Sinopse
Quatro amigas do primeiro ano de faculdade embarcam de férias: Lena vai para Rhode Island, onde se apaixona; Carmen, curtir os teatros de Vermont; Bridget vai para a Turquia, visitar um sítio arqueológico; e Tibby, para Nova York, tentar salvar seu namoro.

## Elenco
- Amber Tamblyn .... Tibby
- Blake Lively .... Bridget/Bee
- America Ferrera .... Carmen
- Alexis Bledel.... Lena
- Michael Rady .... Kostas
- Lucy Hale .... Elfie
- Vlad Joson .... Julian
- Lena jones .... Greta
- Leonardo Nam .... Brian McBrian
- Marceline Hugot .... Nurse
- Shohreh Aghdashloo .... professor Nasrin Mehani
- Tom Wisdom .... Ian

## Trilha sonora
1. Rock & Roll - Eric Hutchinson[6]
2. Together - Michelle Branch[6]
3. Sunset Man - James Otto[6]
4. Seventeen Forever - Metro Station[6]
5. No One's Aware - Jack Savoretti[6]
6. Warm Whispers - Missy Higgins[6]
7. Friday Night - Craig David[6]
8. Sister Rosetta (Capture the Spirit) - Noisettes[6]
9. 5 times out of 100 - Hot Hot Heat[6]
10. Girls Just Want To Have Fun - Cyndi Lauper[6]
11. You Are Mine - Mute Math[6]
12. Strange & Beautiful - Aqualung[6]